# Silverview
Silverview ist ein Spionageroman des britischen Schriftstellers John le Carré. Ursprünglich in der ersten Hälfte der 2010er Jahre geschrieben, blieb das Manuskript zu le Carrés Lebzeiten unpubliziert und wurde 2021 von seinem Sohn Nicholas Cornwell postum veröffentlicht.
Die Handlung kreist um einen alten Spion, der in Verdacht gerät, nicht länger loyal zum britischen Geheimdienst zu stehen.

## Inhalt
Julian Lawndsley, ein ehemaliger Top-Trader der Londoner Bankenszene, hat sich mit 33 Jahren in einen kleinen Küstenort nach East Anglia zurückgezogen, um eine Buchhandlung zu eröffnen. Allerdings fehlen ihm grundlegende Kenntnisse des Literaturbetriebs. So lässt er sich gerne von einem verschrobenen alten Kauz beraten, der regelmäßig seine Buchhandlung aufsucht und sich – ungeachtet seines osteuropäischen Akzents – als Edward Avon vorstellt. Gemeinsam planen sie im Keller der Buchhandlung eine Bibliothek, die unter dem hochtrabenden Namen Literarische Republik das europäische Geistesleben versammeln soll.
Was der gutgläubige Julian nicht weiß: Der aus Polen stammende Edward war unter dem Decknamen „Florian“ ein hochrangiger Spion für den britischen Auslandsgeheimdienst, bis er durch ein Ereignis während der Bosnienkriegs aus der Bahn geworfen wurde. Bei seiner Spionagetätigkeit hatte er sich in einem kleinen bosnischen Bergdorf mit einer jordanischen Familie angefreundet, die eine Klinik leitete. Doch das Idyll des friedlichen Miteinanders unterschiedlicher Kulturen wurde durch einfallende serbische Kämpfer zerstört, Ehemann und Sohn ermordet. Edward rettete die Ehefrau Salma und ließ sich von ihrer starken Persönlichkeit in den Bann ziehen. Doch als Spion war er ausgebrannt, nachdem der britische Dienst seine gesammelten Informationen zwar stets an die amerikanischen Partner weitergeleitet, aber niemals zum Schutz der bosnischen Bevölkerung eingesetzt hatte.
Inzwischen lebt Edward mit seiner Frau Deborah in einem Herrenhaus, genannt Silverview nach der Villa Silberblick von Friedrich Nietzsche. Deborah, eine Analystin des Geheimdienstes aus der britischen Oberschicht, liegt mit einer Krebserkrankung im Sterben. Sie verdächtigt ihren Mann, geheime Unterlagen über die von ihr mitgeplanten subversiven Geheimaktionen rund um den Nahostkonflikt an Friedensaktivisten weitergegeben habe. Dies ruft Stewart Proctor alias „Proctor the doctor“ auf den Plan, den Chef der Inlandssicherheit und „obersten Hexenjäger“ des Dienstes, ein Mann in Edwards Alter, wie dieser unglücklich verheiratet, doch im Unterschied zum lebenserfahrenen Spion ein reiner Theoretiker.
Nach Deborahs Beerdigung beschuldigt Proctor Julian, der inzwischen mit Edwards Tochter Lily liiert ist, mit dem alten Spion zu konspirieren. Tatsächlich hat Edward den Keller der Buchhandlung als Tarnung benutzt, Julians Computer verwendet, um der Überwachung zu entgegen, und diesen sogar einmal als Boten eines Briefes an Salma eingesetzt. Doch Proctor täuscht sich in der Kooperationsbereitschaft Edwards, den er mit großzügigen Zusicherungen zum Geständnis zu bewegen hofft. Edward entkommt der Observation im Zustellwagen des Postboten. Als Lily vom Verschwinden ihres Vaters hört, ist sie sich sicher, dass er auf dem Weg zu Salma ist.

## Hintergrund
Obwohl erst nach le Carrés Tod im Dezember 2020 erschienen, ist Silverview nicht dessen letztes entstandenes Werk. Er hatte es bereits nach dem 2013 erschienenen Roman Empfindliche Wahrheit geschrieben. Anschließend entstanden mit Der Taubentunnel (2016) noch seine Memoiren sowie die beiden Romane Das Vermächtnis der Spione (2017) und Federball (2019). Obwohl le Carré das Manuskript von Silverview wieder und wieder überarbeitete, ließ er es schließlich unveröffentlicht liegen. Laut le Carrés Biograf Adam Sisman brach er die Arbeit an dem Roman im Jahr 2015 ab, und er bringt dies in Zusammenhang mit einer Aussage, dass der Autor aufhören wollte zu schreiben, wenn seine Bücher nicht mehr die frühere Qualität besaßen.
Für le Carrés Agenten hingegen war gerade die belastende Mitarbeit an Sismans Biografie der Auslöser, den Roman ruhen zu lassen. Sein Sohn Nicholas Cornwell brachte die Krebserkrankung von le Carrés Ehefrau Jane als Grund ins Spiel, die le Carré nicht in der unsympathisch gezeichneten Figur der Deborah gespiegelt sehen wollte. Zudem habe sein Vater Bedenken wegen des negativen Bildes des britischen Geheimdienstes gehabt, das im Roman gezeichnet werde: „im Kontext dieser Geschichte hat man nicht das Gefühl, dass der Geheimdienst für irgendjemanden etwas Gutes tut.“
Laut Cornwell, der unter den Pseudonymen Nick Harkaway und Aidan Truhen selbst Romane veröffentlicht, habe sein Vater ihm das Versprechen abgenommen ein Manuskript zu beenden, das er unvollendet hinterlasse. Er habe allerdings nur an wenigen Stellen redigierend eingreifen müssen. „Ich glaube, im ganzen Buch gibt es vielleicht zwei Absätze, die ich als Übergang geschrieben habe […] Niemand wird meine Spuren finden – und ich kann mich selber nicht einmal mehr erinnern, wo sie sind.“
Der Titel Silverview stammt von einem englischen Herrenhaus im Roman, den der Protagonist nach Friedrich Nietzsches Villa Silberblick benannt hat. Jochen Vogt vermutet, dass le Carré das Nietzsche-Archiv besucht haben könnte, als er 2011 in Weimar mit der Goethe-Medaille ausgezeichnet wurde. Der Sinn des Bezuges bleibe allerdings „auch dem sehr geneigten Leser unklar“. Im Roman wird der Name begründet als Hommage für „den Fürsprecher der individuellen Freiheit“. Thomas Wörtche assoziiert mit dem Titel „schon fast Gottfried Keller’sche Abendstimmung“.
Ein zweiter deutscher Schriftsteller, der im Roman prominent erwähnt wird, ist W. G. Sebald mit seinem Reisebericht Die Ringe des Saturn, der jene Gegend beschreibt, in der auch Silverview angesiedelt ist. Sebalds Text wird im Roman als „literarischer Taschenspielertrick erster Güte“ eingeführt, was für Vogt das Schlüsselwort für le Carrés hinterlassene Erzählung wie die gesamte Sphäre des Geheimdienstes ist. Laut Gina Thomas ist Sebalds Wanderung „eine Wanderung durch zivilisatorische Selbstzerstörung“ und der alte Spion im Zentrum des Romans „eine der geschädigten Figuren, denen le Carré Züge seines eigenen zerrissenen Wesens einschreibt“.

## Rezeption
John le Carrés postum erschienener Roman wurde noch einmal ein internationaler Bestseller. In der britischen Belletristik-Bestsellerliste erreichte er nach seinem Erscheinen Platz 2, beim amerikanischen Pendant Platz 5. In Deutschland stieg er auf Platz 45 der Spiegel-Bestsellerliste ein. Im Kritiker-Ranking der Krimibestenliste erreichte der Roman im November 2021 Rang 2.
Für Marcus Müntefering wirkt Silverview geradezu sanft verglichen mit den später geschriebenen Romanen, in denen le Carré heftig gegen den Brexit gewütet hatte. Stattdessen treffe man einen jungen naiven Helden, der in ein „Ränkespiel alternder Agenten“ gerät, „denen eigentlich bewusst ist, dass ihre Zeit längst abgelaufen ist.“ Wie häufig bei le Carré werde die Fragen gestellt: „Wann wird Verrat zu einem Akt der Loyalität, wann eine Lüge zur Wahrheit und woher schöpfen wir Zuversicht in einer an sich hoffnungslosen Welt?“ Die Botschaft liegt laut Tobias Gohlis in der Erkenntnis, dass die Jugend das Alter zwar respektvoll behandeln, aber nicht dessen Fehler wiederholen solle. Dies sei „garniert mit altersweiser ironischer Heiterkeit“. Für Jochen Vogt verschwindet mit Edward „dieser letzte Held Le Carrés, wie die meisten anderen auch ein Opfer, aus seiner Erzählwelt als ein gealterter und vom Leben gebeutelter Felix Krull […] fast ohne eine Spur zu hinterlassen“.
Gina Thomas findet im Roman viele vertraute Leitmotive aus le Carrés Werk wieder, so dass er beinahe wie eine „Le-Carré-Persiflage“ wirke: „Unzuverlässige Väter, untreue Frauen, englische Privatschulen und auch die Liebe zur deutschen Kultur.“ Auch Thomas Wörtche erkennt viele von le Carrés Themen wieder, allerdings in einem „Zerrspiegel“. So sei etwa Proctor „ein naher Verwandter von George Smiley“, die „Vater-Sohn-Beziehung“ zwischen Julian und Edward habe bei le Carré immer einen autobiografischen Hintergrund, den er schon in Ein blendender Spion aufgearbeitet hatte. Und „Motor der Handlung“ sei wie immer ein Maulwurf, das Trauma aller Geheimdienste, wobei der Roman gerade die Sinnfreiheit der Maulwurfsjagd entlarve, indem dessen Missetaten bis zum Schluss ebenso nebulös bleiben wie seine psychologische oder moralische Verortung.
Laut Fritz Göttler schrieb le Carré zwar sein ganzes Leben über Geheimagenten und Spione. „In Wahrheit aber ging es ihm immer um die Liebe.“ Sylvia Staude liest von dem „Menschenfreund“ le Carré eine „Liebesgeschichte, die hier auch die Liebe zu den Büchern einschließt“. Für Ferdinand Quante ist der Roman ein „finaler Streifzug durch eine zweifelhafte Agentenwelt und zugleich ein Lobgesang auf die Liebe, ein kraftvoller, geschmeidiger und oft witziger Roman.“ Am Ende legt er ihn traurig beiseite im Wissen, „dass er das endgültig letzte starke Stück des Meisters war.“

## Ausgaben
- John le Carré: Silverview. Penguin Books, London 2021, ISBN 978-0-241-55006-9.
- John le Carré: Silverview. Aus dem Englischen von Peter Torberg. Ullstein, Berlin 2021, ISBN 978-3-550-20206-3.
- John le Carré: Silverview. Aus dem Englischen von Peter Torberg. Gelesen von Achim Buch. Hörbuch Hamburg, Hamburg 2021, ISBN 978-3-95713-264-2.